# Nduka Odizor
Nduka Odizor (* 9. srpna 1958, Lagos) je bývalý nigerijský profesionální tenista. Ve své kariéře na okruhu ATP World Tour vyhrál jeden turnaj ve dvouhře a sedm ve čtyřhře. Jeho předností byl tvrdý servis.
Na žebříčku ATP byl nejvýše ve dvouhře klasifikován v červnu 1984 na 52. místě a ve čtyřhře pak v srpnu téhož roku na 20. místě.

## Osobní a profesionální život
Studoval na univerzitě v Houstonu management, kromě tenisu vynikal v atletice a basketbalu (jeho kamarádem byl Hakeem Olajuwon). Ve Wimbledonu 1983 jako neznámý hráč exotického původu postoupil až do osmifinále, když předtím vyřadil Guillerma Vilase. V tomtéž roce také vyhrál v Tchaj-peji svůj jediný titul z dvouhry na okruhu ATP.
Ve čtyřhře, v níž získal sedm titulů, byl jeho nejčastějším partnerem Američan David Dowlen.
Odizor také reprezentoval Nigérii v Davis Cupu a na Letních olympijských hrách 1988 v Soulu, kde podlehl v úvodním kole Američanovi Robertu Segusovi. V roce 1987 se zapsal do historie Queen's Club Championships, když porazil Guy Forgeta v nejdelším utkání za celou existenci turnaje.
Aktivní tenisovou kariéru ukončil v roce 1992. Žije v Houstonu s manželkou a synem.

## Finále v mužské čtyřhře na okruhu ATP (12)

### Vítěz (7)
- 1983 – Monterrey, Dallas
- 1984 – Forest Hills WCT, Tokio Outdoor
- 1985 – Sydney Outdoor
- 1990 – Adelaide, Tel-Aviv

### Finalista(5)
- 1984 – Boca West, Houston, Houston WCT
- 1985 – Melbourne Indoor
- 1988 – Mety